# سژمور
سژمور (به انگلیسی: Sedgemoor) یک non-metropolitan district در بریتانیا است که در بریج‌واتر واقع شده‌است.

## خصوصیات
سژمور ۵۶۴٫۳۶ کیلومترمربع مساحت دارد.

## خواهرخوانده
شهر شوالم-ادر خواهرخواندهٔ سژمور هست.